# Gynoplistia (Gynoplistia) apicalis evanescens
Gynoplistia (Gynoplistia) apicalis evanescens is een ondersoort van de tweevleugelige Gynoplistia (Gynoplistia) apicalis uit de familie steltmuggen (Limoniidae). De ondersoort komt voor in het Australaziatisch gebied.